# Присінково-завитковий нерв
Присінково-завитковий нерв (переддверно-завитковий нерв) (лат. nervus vestibulocochlearis) — VIII пара черепно-мозкових нервів. Його відносять до нервів спеціальної чутливості, складається з двох частин: присінкового корінця (radix vestibularis) і завиткового корінця (radix cochlearis), що починаються усередині піраміди скроневої кістки у внутрішньому вусі.
Присінковий нерв проводить імпульси від статичного апарата, розташованого перед і у півколових каналах внутрішнього вуха. Завитковий нерв є провідником імпульсів кортієвого органа, що знаходиться в завитці внутрішнього вуха і реагує на звукові подразники. Обидва нерви виходять з піраміди скроневої кістки у мозок через внутрішній слуховий отвір, проходячи внутрішнім слуховим проходом. Місце їх виходу розташовується латеральніше лицевого нерва. Волокна нервів закінчуються на ядрах цих нервів, що залягають у латеральних кутах ромбоподібної ямки.